# Agathia ochrofusa
Agathia ochrofusa är en fjärilsart som beskrevs av Louis Beethoven Prout 1932. Agathia ochrofusa ingår i släktet Agathia och familjen mätare. Inga underarter finns listade i Catalogue of Life.